# 前232年
| 千纪： | 前1千纪 |
| 世纪： | 前4世纪 \| 前3世纪 \| 前2世纪                                                                                         |
| 年代： | 前260年代 \| 前250年代 \| 前240年代 \| 前230年代 \| 前220年代 \| 前210年代 \| 前200年代                               |
| 年份： | 前237年 \| 前236年 \| 前235年 \| 前234年 \| 前233年 \| 前232年 \| 前231年 \| 前230年 \| 前229年 \| 前228年 \| 前227年 |
| 纪年： | 齊王建三十三年 趙幽繆王四年 魏景湣王十一年 韓王安七年 秦王政十五年 楚幽王六年 衛君角十年 燕王喜二十三年               |

## 大事记
- 番吾之战：秦国攻击赵国，李牧击败秦军。
- 作为燕国在秦国的人质的太子丹逃回燕国。
- 秦興軍至鄴，軍至太原，攻取狼孟。
- 無諸登基成為閩越王。

## 出生
- 西楚霸王项羽，秦朝末期著名将领 (前202年兵敗自刎)。

## 逝世
- 阿育王，孔雀帝国国王（约出生于前299年）
- 章平王，子潤(子姓，名潤)，箕子朝鮮國王